# 小梅尔塞
小梅尔塞（法語：Le Petit-Mercey，法語發音：[lə pəti mɛʁsɛ]）是法国汝拉省的一个旧市镇，位于该省北部，与大梅尔塞相邻，属于多勒区。2019年，小梅尔塞并入市镇当皮埃尔。

## 地理
小梅尔塞（47°11'51"N, 5°44'38"E）面积2.49 平方千米，位于法国勃艮第-弗朗什-孔泰大區汝拉省，该省份为法国东部内陆省份，北起上索恩省，西北接科多尔省，西临索恩-卢瓦尔省，南至安省，东与杜省和瑞士接壤。
与小梅尔塞接壤的市镇（或旧市镇、城区）包括：大梅尔塞、当皮埃尔、埃旺、卢瓦唐日、罗曼。
小梅尔塞的时区为UTC+01:00、UTC+02:00（夏令时）。

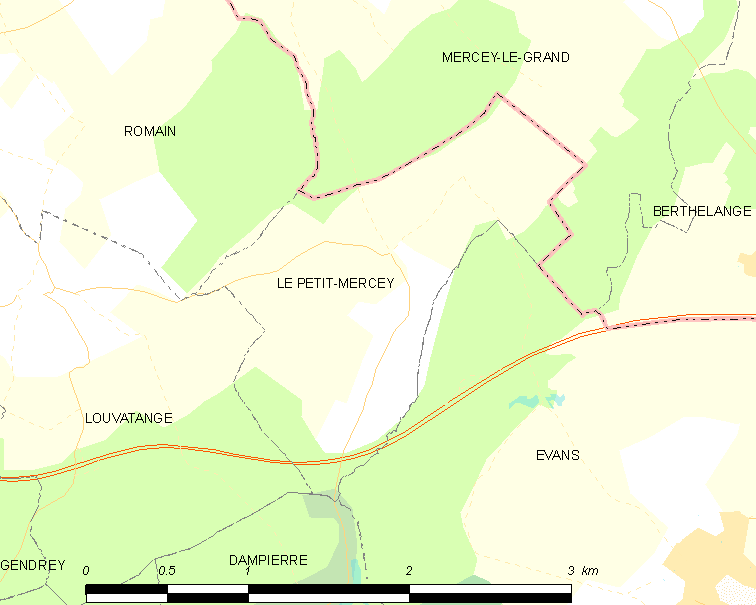
小梅尔塞的OSM定位图

## 行政
小梅尔塞的邮政编码为39350，INSEE市镇编码为39414。

## 政治
小梅尔塞所属的省级选区为欧蒂姆县。

## 人口

1962-2008年间小梅尔塞人口变化图示

小梅尔塞于2018年1月1日时的人口数量为125人。